# دواء نموذجي
في علم الأدوية والصيدلانيات، الدواء النموذجي هو دواء محدد يمثل صنفا دوائيا أو مجموعة من الأدوية لها نفس البنية الكيميائية وآلية العمل ونمط الفعل. الأدوية النموذجية الأولى هي الأكثر أهمية، وعادة ما تكون أول الأدوية التي تطور ضمن صنفها، وتستخدم مرجعا تقارن به جميع الأدوية الأخرى.

## الأمثلة
- مورفين هو الدواء النموذجي لمجموعة المسكنات الأفيونية.[1][3]
- بروبرانولول هو الدواء النموذجي لمجموعة حاصرات بيتا.[4][5]
- كلوربرومازين هو الدواء النموذجي لمضادات الذهان الفينوثيازينية.[6][7]
- إيميبرامين هو الدواء النموذجي لمضادات الاكتئاب ثلاثية الحلقات، وهو نفسه مشتق من الكلوربرومازين.[6][8]
- ديازيبام هو الدواء النموذجي لمجموعة البنزوديازيبين.[2][9]
- ديفينهيدرامين وهو الدواء النموذجي لمضادات الهستامين المشتقة من الإيثانولامين.[10]
- نيفيديبين وهو الدواء النموذجي لحاصرات قنوات الكالسيوم من مجموعة ثنائي هيدرو البيريدين.[11]
- كلوروكين وهو الدواء النموذجي لمضادات الملاريا.[12]
- آسيكلوفير وهو الدواء النموذجي لمضاد فيروسات التي تفعل بواسطة تيميدين كيناز.[13]
- أسبرين وهو الدواء النموذجي لمضادات الالتهاب اللاستيرويدية[14]